# Mum'o
mum'o (paštunski manDagali; Bashgali), maleni nuristanski narod, oko 1.500 pripadnika koji danas žive u tri sela u bazenu lânDâi s'in u Nuristanu, Afganistan. Zemlju na kojoj mum'o žive oni nazivaju mumg'ul. Njihov jezik zove se mumv'iri, a ponekad se smatra dijalektom jezika bashgali ili kati, i pripada nuristankoj podskupini indoarijskih jezika. Sela u kojima žive su mum'oRm, mâNg'ül, sâsk'ü˜. Narod mum'o ponekad nazivaju i Bashgali (vidi), imenom koje označava jednu drugu veću nuristansku skupinu.